# The Captain of Her Heart
The Captain of Her Heart (en español: «El capitán de su corazón») es una power ballad interpretada por el dúo suizo Double, que gozó de éxito internacional en 1986. La canción que perteneciente a su álbum debut de estudio Blue (1985), la canción es una balada, y su letra habla de la melancolía de una mujer que espera el regreso de su amor. La canción contiene un fraseo de piano a cargo de Felix Haug, que dialoga con un saxo soprano, junto a la voz barítona de Kurt Maloo.
Fue versionada en 2012 por el chileno Carlos Cabezas Rocuant para la banda sonora de Dejá vù.
Una nueva version fue interpretada por Kurt Maloo incluida en su album solista Soul & Echo lanzado en 1995.

## Lista de canciones
Sencillo de 7 pulgadas (Metronome)
1. «The Captain of Her Heart» – 4:34
2. «Your Prayer Takes Me Off» (Part II – Dub) – 4:04

Sencillo de 7 pulgadas (A&M Records)
1. «The Captain of Her Heart» – 4:00
2. «Woman of the World» – 3:20